# Breg pri Ribnici
Breg pri Ribnici – wieś w Słowenii, w gminie Ribnica. W 2018 roku liczyła 320 mieszkańców.